# 김충길 (배우)
김충길은 대한민국의 배우이다.

## 학력
- 루터대학교 연극영화과 학사

## 출연작

### 영화
배우
- 《여기도 사람 있어요》 (2023년)
- 《내가 못 나가는 것도 아닌데》(2022년)
- 《습도 다소 높음》 (2021년)
- 《그런 일은 일어나지 않았지》
- 《네가 내가 되었으면 좋겠다》 (2021년) - 충길 역
- 《근본주의자》 (2019년) - 민재 메니저 역
- 《갈까부다》 (2019년)
- 《다영씨》 (2018년) - 사원 역
- 《튼튼이의 모험》 (2018년) - 충길 역
- 《델타 보이즈》 (2017년) - 노준세 역
- 《쥐포》 (2015년) - 친구 역
- 《사면조가》 (2015년) - 위기의 남자 역
- 《연평해전》 (2015년) - 김병장 역
- 《헬머니》 (2015년) - 버스대학생 역
- 《청춘정담》 (2015년) - 창식 역

감독
- 《여기도 사람 있어요》
- 《내가 못 나가는 것도 아닌데》 (2022년)
- 《그런 일은 일어나지 않았지》 (2021년)
- 《네가 내가 되었으면 좋겠다》 (2021년)
- 《너는 아무렇지 않게 나왔겠지만》 (2017년)

### 드라마
- 《KBS드라마 스페셜-귀신은 뭐하나》 - 구천동 친구 역
- 《아스달 연대기》 (2019년, tvN) - 북쇠 역
- 《중증외상센터(드라마)》 (2025, 넷플릭스) - 마취통증의학과 황선우 역 (별명 밤톨이)
- 《천국보다 아름다운》 (2025년, JTBC) - 짬뽕 역

## 수상
- 2018년 제27회 부일영화상 신인남자연기상